# Anthene ja
Anthene ja är en fjärilsart som beskrevs av George Thomas Bethune-Baker 1910. Anthene ja ingår i släktet Anthene och familjen juvelvingar. Inga underarter finns listade i Catalogue of Life.